# Буделли

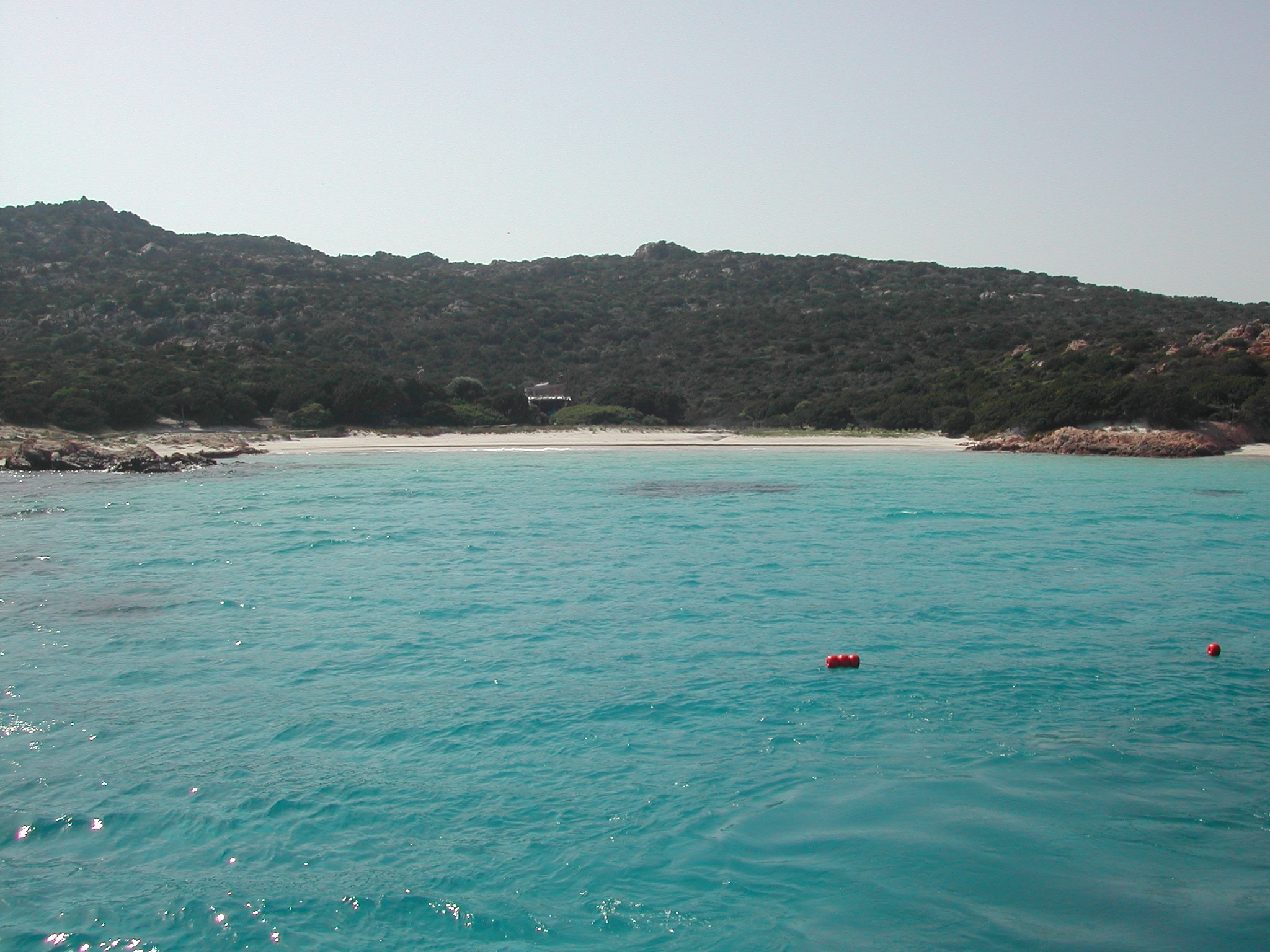
The Pink Beach in Budelli

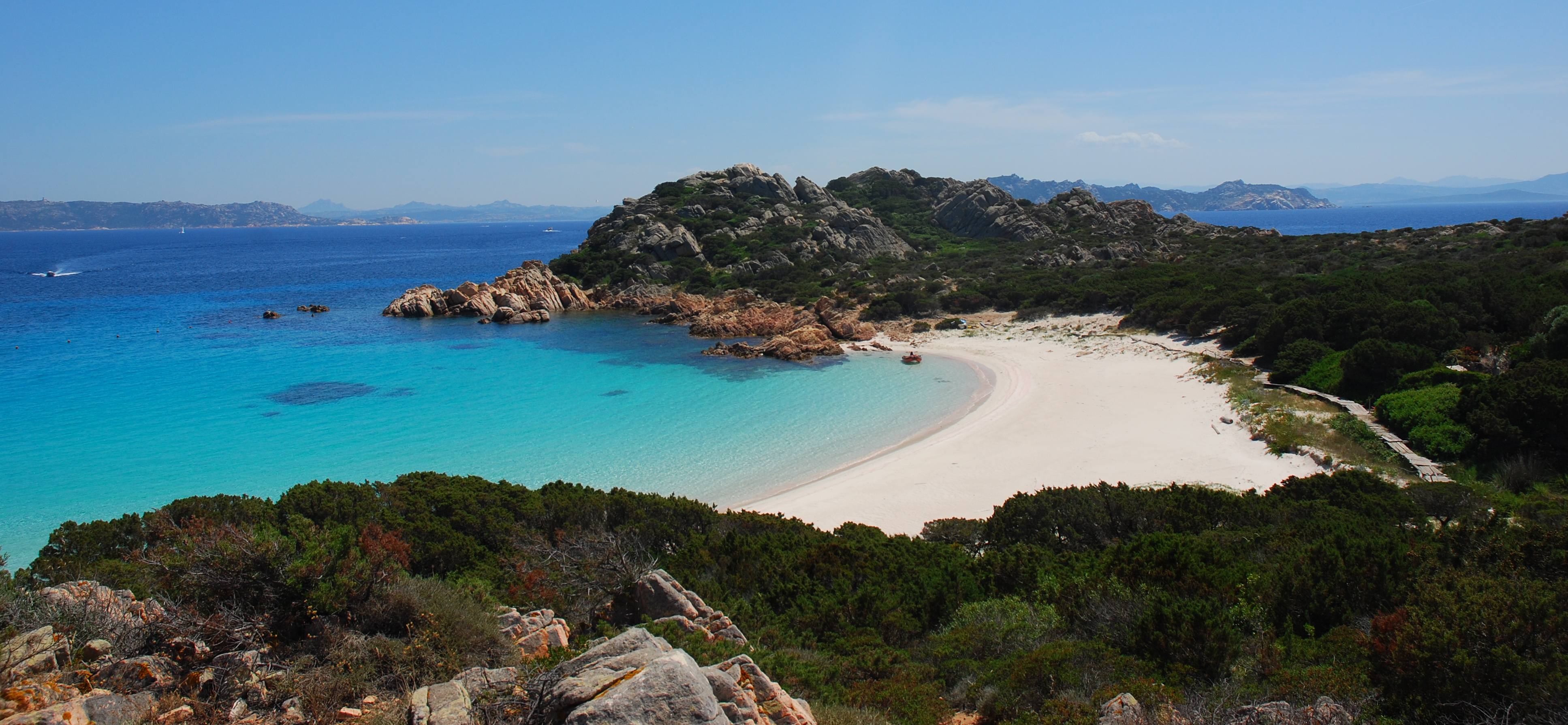

Буделли — остров в составе архипелага Ла-Маддалена, относящегося к муниципалитету Ла-Маддалена на северо-востоке Сардинии.
Остров Буделли относится к национальному парку архипелага Ла-Маддалена, его территория и акватория относятся к охраняемой зоне. Остров скалист, но есть прекрасный пляж. Розовый цвет пляжа объясняется крошечными осколками раковин ракушек, слагающих его. На острове есть лишь одно небольшое административное здание. Населения нет. На протяжении 32 лет единственным постоянным жителем острова был его смотритель Мауро Моранди. В 2021г. он был вынужден покинуть остров, перешедший в собственность национальному парку. Площадь острова составляет 1,6 км кв. Частично покрыт кустарником.
Остров принадлежал до 2010 года обанкротившейся миланской компании. В 2011 году итальянский суд распорядился выставить его на торги за стартовые 4,5 миллиона евро, но покупателей не нашлось. В 2013 году состоялся второй аукцион и выиграл его Майкл Гарт новозеландский магнат, предложивший за остров 2,9 миллиона евро. Национальный парк оспорил в суде аукцион. После трёх лет тяжб суд постановил, что спорный актив должен быть передан национальному парку.
Пляж острова показан в фильме «Красная пустыня» (1964 год) Микеланджело Антониони, который получил приз «Золотой лев» Венецианского кинофестиваля.